# Oumarou Kanazoé
Oumarou Kanazoé encore appelé OK (du nom de son entreprise de travaux publics), est un commerçant, entrepreneur des travaux publics et mécène burkinabé.

## Biographie

### Enfance-formations-débuts
Oumarou Kanazoé est né en 1927 à Yako, dans la province de Passoré d’une famille polygame. Fils unique de sa mère et orphelin de père à 12 ans, il travaille très tôt. Il se forme durant 6 années à l'école coranique, réalisant des cotonnades vendues au Mali et au Ghana.

### Carrière
En 1950, il ouvre un restaurant à Yako. Avec ses économies, il achète son premier camion en 1955; transportant matériels de constructions et voyageurs entre Ouagadougou et Abidjan. Vers 1965, il possède une centaine de camions.
En 1973, il fonde l'entreprise OK, de Oumarou Kanazoé, active dans le bâtiment de travaux publics et d’aménagements hydroagricoles. Ok devient l'une des plus importantes entreprises du bâtiment au Burkina Faso.
Il remporte alors des marchés importants tels la gestion de péages, la construction de la route Sabou-Koudougou, le barrage Oumarou Kanazoé.
Son entreprise réalise un chiffre d'affaires de 28,4 milliards de F CFA (42,5 millions d’euros) en 2010.
Il meurt le 19 octobre 2011.
La mort de Oumarou Kanazoé a un impact négatif sur les affaires de ses sociétés. Son fils Mady reprend les rênes des entreprises.

### Vie privée
Mis en cause dans l'affaire Norbert Zongo par RSF, il nie toute implication.
Oumarou Kanazoé est marié et père d'au moins 25 enfants qui se sont déployés hors de la galaxie des entreprises familiales.

### Œuvres et distinctions
Il a construit, sur fonds propres, plus d’une centaine de mosquées dont la mosquée de Ouaga 2000.
- El Hadj Oumarou Kanazoé a été fait Commandeur de l’Ordre national en 2006 et Grand Officier de l’Ordre du Mérite burkinabè en décembre 2008 par Blaise Compaoré.